# María Lamprinídou
María Lamprinídou (grec moderne : Μαρία Λαμπρινίδου) est une joueuse grecque de volley-ball née le 29 juin 1986 à Mytilène. Elle mesure 1,88 m et joue au poste de centrale. 

## Clubs
| Club                         | De        | À         |
| ---------------------------- | --------- | --------- |
| Iraklis Kifisias             | 2005-2006 | 2005-2006 |
| Panellinios Athènes          | 2006-2007 | 2009-2010 |
| AEK Athènes                  | 2010-2011 | 2010-2011 |
| Markopoulo A.O.              | 2011-2012 | 2011-2012 |
| Quimper Volley 29            | 2012-2013 | 2012-2013 |
| Volley 2002 Forlì            | 2013-2014 | 2013-2014 |
| Trentino Rosa Alta Valsugana | 2014-2015 | 2014-2015 |
| AEK Athènes                  | 2015-2016 | …         |

## Palmarès
- Coupe de Grèce
  - Finaliste : 2011.